# Eulaema parapolyzona
Eulaema parapolyzona är en biart som beskrevs av Oliveira 2006. Eulaema parapolyzona ingår i släktet Eulaema, tribus orkidébin, och familjen långtungebin. Inga underarter finns listade.